# Simon-Dach-Brunnen

Das „Ännchen“ des Simon-Dach-Brunnens

Der Simon-Dach-Brunnen steht auf dem Theaterplatz in Klaipėda (dt. Memel), Litauen.

## Geschichte
Der Simon-Dach-Brunnen wurde 1912 in der Theaterstraße im Herzen der Altstadt von Memel durch den Bildhauer Arnold Künne mit Hilfe von Spendengeldern aus Deutschland zum Andenken an den dort geborenen Dichter Simon Dach geschaffen. Im Gegensatz zum Borussia-Denkmal gab es keine staatliche Unterstützung.
Die Brunnenfigur erinnert an das bekannteste Werk von Simon Dach, das Volkslied Ännchen von Tharau. Modell für das „Ännchen“ war Gerda Schiweck, die Tochter eines Sandkruger Dünenmeisters. Der Memeler Dichter Friedrich Thimm verfasste zur Feier der Einweihung des Brunnens ein launiges vierstrophiges Gedicht, dessen mittlere Strophen lauten:
Eins jedoch scheint mir ein herzloser Spaß:

Daß er den Parapluie bei dir vergaß.

Wo doch mein Herzblatt bei Donnergekrach,

Ja,selbst bei Regen nie kommt unter Dach!

Was so ein Dichter oft Dummes doch sieht.

Aennchen erwidert mit Jubel im Lied

„Kann alles Wetter gleich auf uns zu schla'n,

Wir sind gewohnt, bei einander zu stah'n.“
1939 wurde das Denkmal an eine andere Stelle versetzt. Nach der Annexion des Memellandes durch die Litauische Sozialistische Sowjetrepublik kam 1945 im nun sowjetischen Klaipėda an seine Stelle eine Stalin-Büste.
Im Jahr 1988 kam ein ehemaliger Bewohner des Memelgebiets, Heinz Radziwill, als Geschäftsreisender nach Klaipeda und erfuhr, dass im Zuge der Innenstadtsanierung die Mittel für die Wiedererrichtung des Denkmals fehlten. Zurückgekehrt nach Deutschland gründete er ein Jahr später mit Gleichgesinnten den damals  in Mainz ansässigen Verein „Ännchen von Tharau e.V.“. Dieser sammelte Geld zum Neuguss der Brunnenfigur sowie zum Bau der Brunnenanlage.  Da das Original verschwunden war, schuf der Bildhauer Harald Haacke anhand von alten Fotos und einer kleinen aufgefundenen Gipspuppe eine neue Figur. Diese wurde 1988 aus Bronze gegossen. nach Fertigstellung der Figur wurde diese anlässlich einer Veranstaltung des Bundes der Vertriebenen in Mannheim der Öffentlichkeit vorgestellt und ist danach per Schiff nach Klaipeda unter Begleitung von Vorstandsmitgliedern des Vereins gebracht worden. Am 18. November 1989 wurde der neue Brunnen am alten Platz vor dem Stadttheater feierlich eingeweiht. Er gehört zu den meistbesuchten Sehenswürdigkeiten in Klaipėda.
Am höchsten Punkt des Postaments findet man die Inschrift (alle vier Seiten, von vorn beginnend, rechts außen herum gelesen):
AENNCHEN VON THARAU

MEIN REICHTUM MEIN GUT

DU MEINE SEELE MEIN

FLEISCH UND MEIN BLUT
Auf der Gedenktafel steht auf Litauisch und Deutsch:
Zur Erinnerung an den in dieser Stadt geborenen Dichter Simon Dach wurde hier 1912 das Brunnendenkmal errichtet. Bildhauer A. Künne. Dank gemeinsamer Bemühungen der Bürger unserer Stadt und des Vereins „Ännchen von Tharau“ in Mainz wurde es 1989 wiedererrichtet. Das Porträt von S. Dach und die Brunnenfigur wurden vom Bildhauer H. Haacke (Berlin) rekonstruiert.

## Bilder

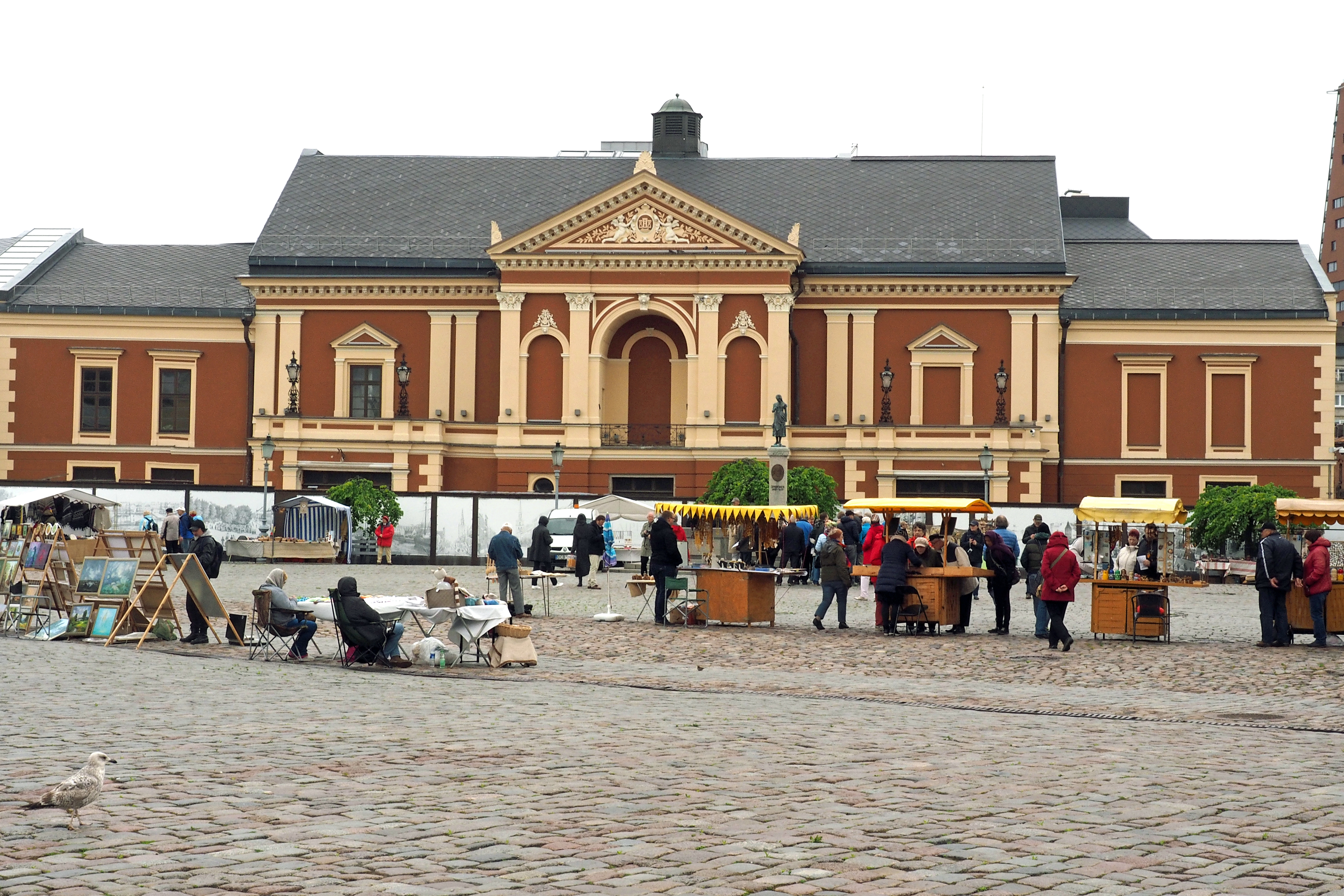
Gesamtansicht des Theaterplatzes (2015)
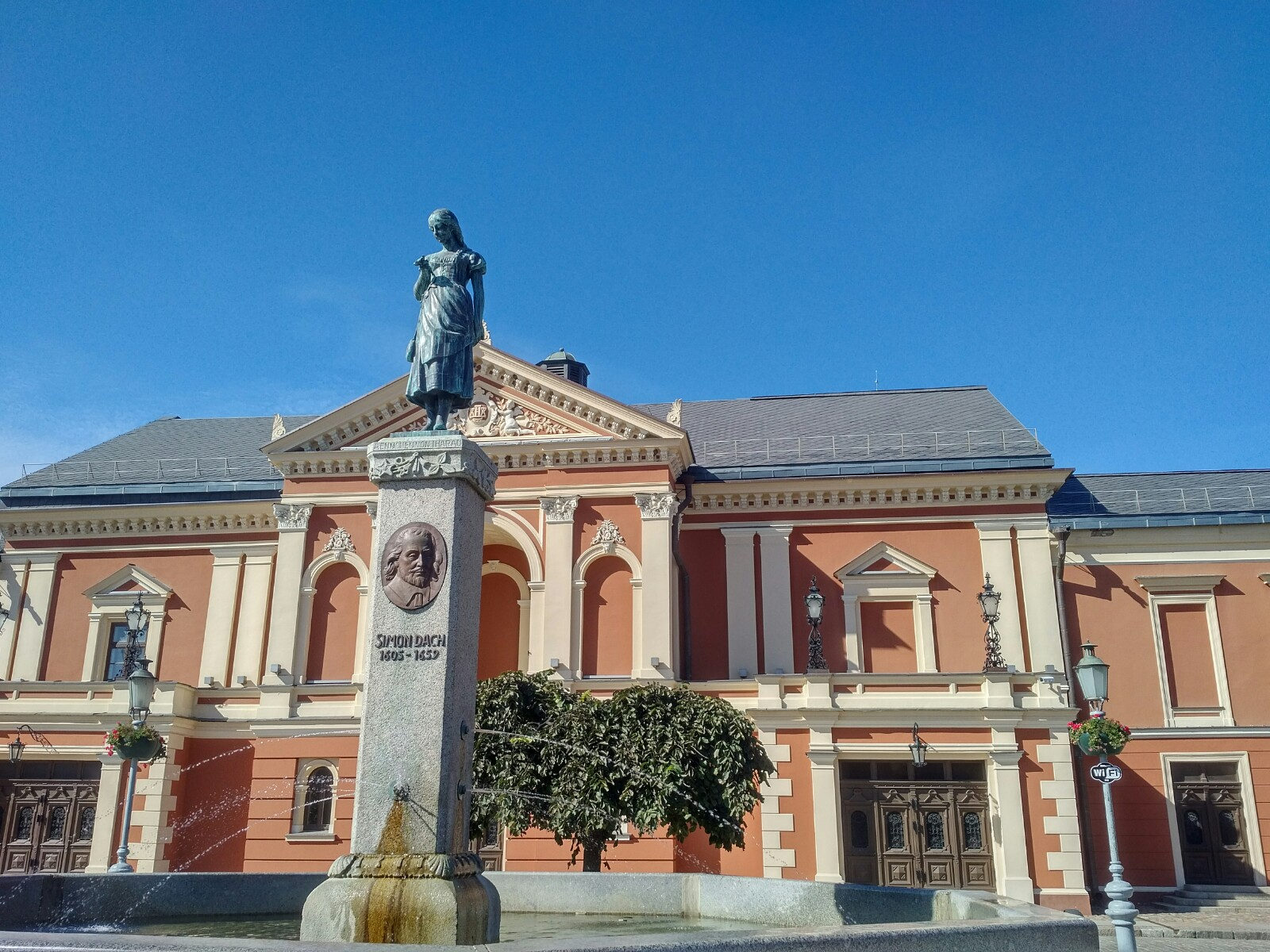
Statue mit Simon-Dach-Brunnen in der Frontalansicht
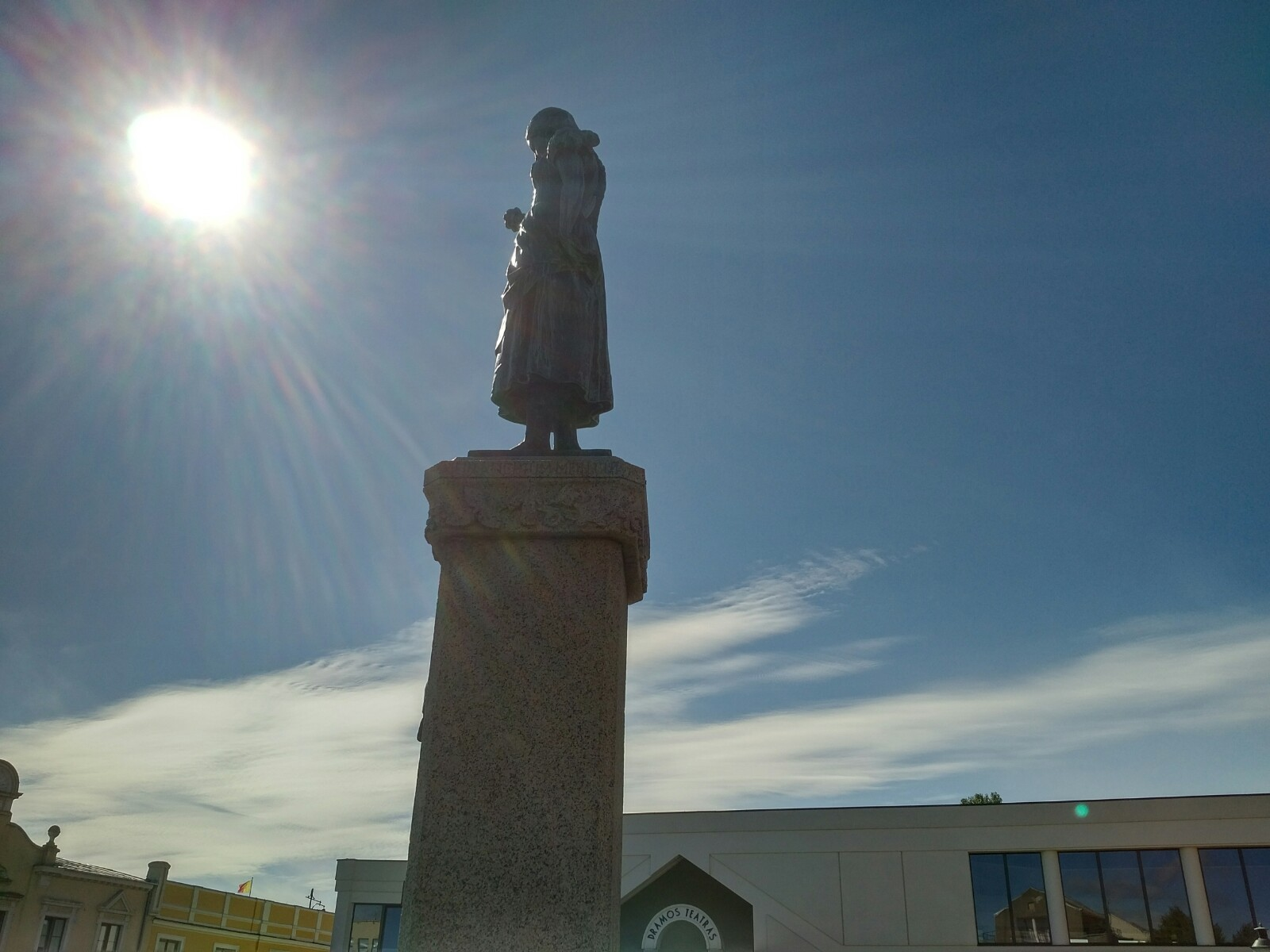
Statue mit Simon-Dach-Brunnen (rechte Seite)
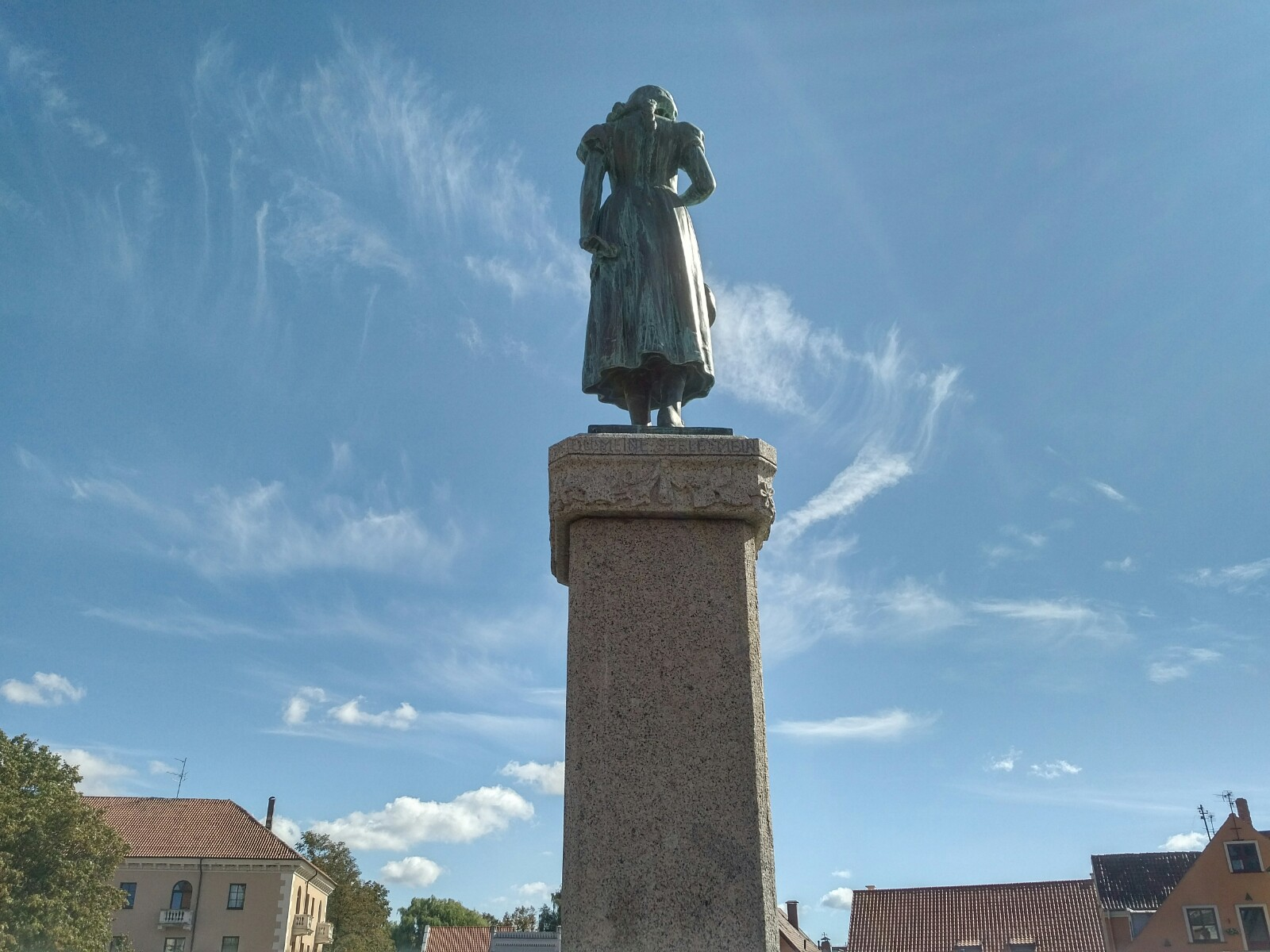
Statue mit Simon-Dach-Brunnen (von hinten)
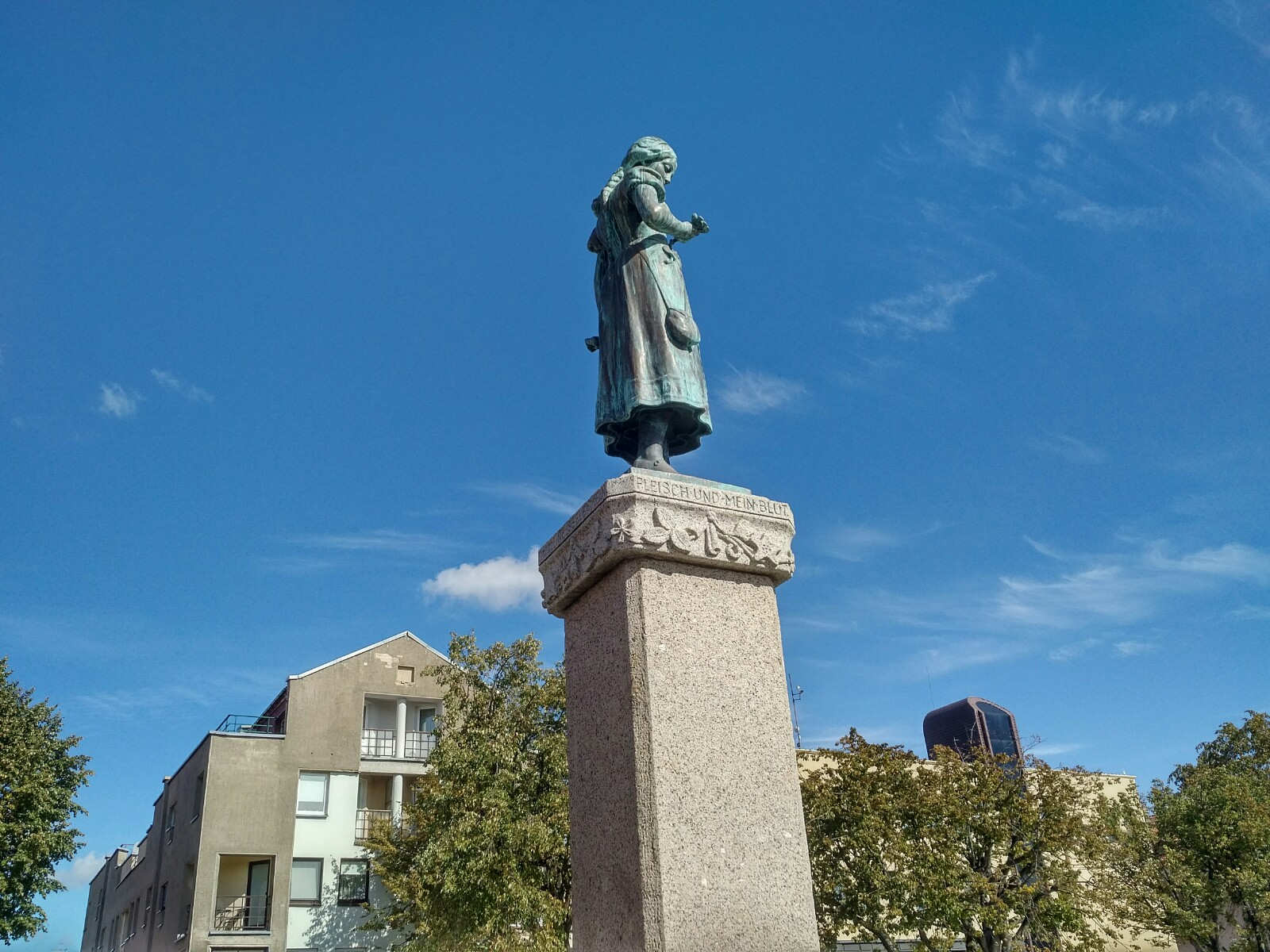
Statue mit Simon-Dach-Brunnen (linke Seite)
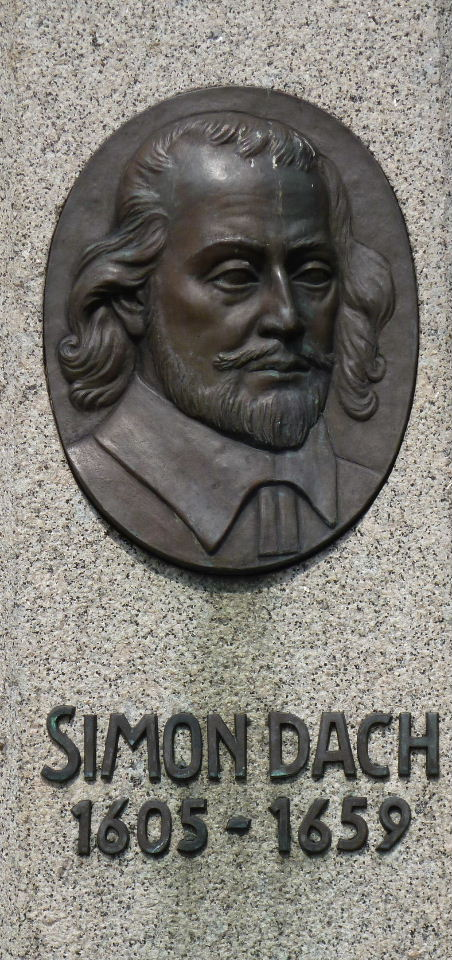
Simon Dach
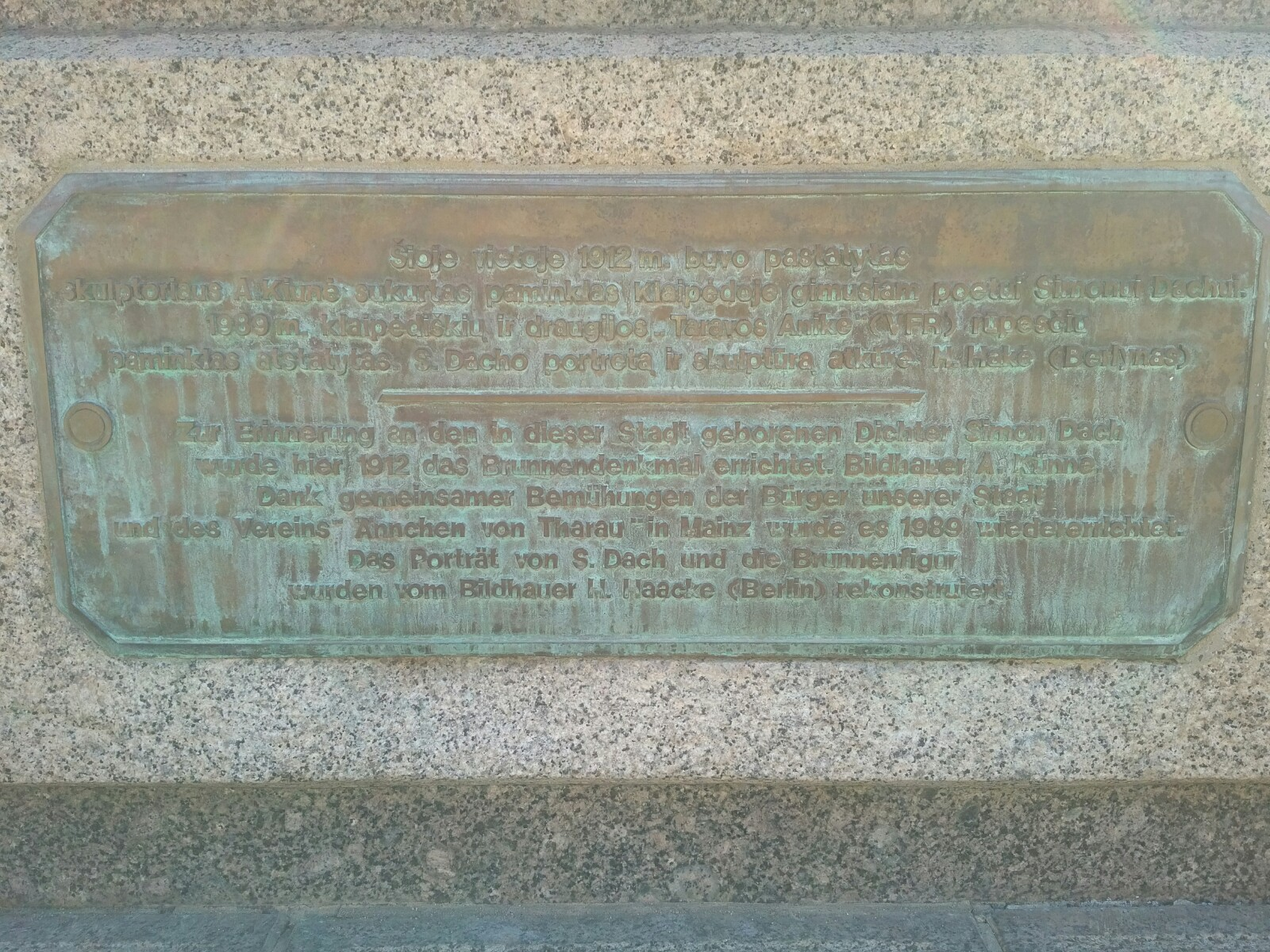
Gedenktafel mit litauischer und deutscher Beschriftung